# فینشهافن
فینشهافن شهری کوچک در ۸۰ کیلومتری شرق لائه در استان موروبه، پاپوآ گینه نو. در طول جنگ جهانی دوم، این شهر در نظر برخی از مردان نیروی دریایی ایالات متحده با عنوان فیتچ هاون نیز یاد شده بود.

## تاریخ
این ناحیه توسط کاپیتان ناوگان بریتانیایی جان مورسبی در سالهای ۷۴–۱۸۷۳ مشخص شد.

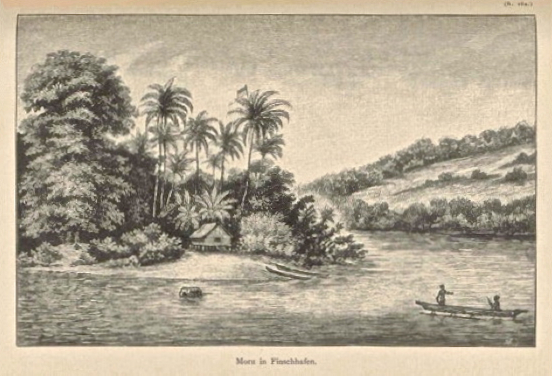
شبه جزیره مورو در فینشهافن مربوط به سال‌های ۱۸۸۴–۱۸۸۵. طراحی توسط اتو فینش

فینشهافن در سال ۱۸۸۴ توسط دانشمند و کاوشگر آلمانی اتو فینش مورد بررسی قرار گرفت و نام او نیز بر روی این شهر گذاشته شد.